# Горицвіт весняний
Горицвіт весняний (Adonis vernalis) — отруйна багаторічна рослина заввишки 10—40 см. Може також використовуватися як лікарська рослина. Цвіте з ранньої весни до половини травня. Росте у степах, на степових схилах у лісостепу та степу, на яйлах в Криму. Зрідка трапляється на степових схилах в Прикарпатті, Розточчі — Опіллі й на півдні Полісся (зокрема на території Маслятинського ПНДВ, котре входить до складу Національного природного парку "Кременецькі гори"). Щодо назви рослини, особливо народної, то є дві думки: одні твердять — походить вона від слова «гора». Справді, найчастіше бачимо її на схилах крейдяних пагорбів («гора»); інші запевняють — від слова «горіти», бо здаля, весною, його квіти виглядають як яскраві вогники. Рослина введена в офіційну медицину з народної ще знаменитим клініцистом Сергієм Петровичем Боткіним. Тепер ця рослина завоювала чи не всі фармакопеї Землі. Народні назви пов'язані з яскравістю квітки та характером листя: горитьцвіт, горицвіт ярий, горицвіт жовтий, жовтоцвіт, жовтоцвіт весняний, заячий мак, купавник, польовий кріп, стародубка, чорногірка, пожарна квітка, сосенка, сосонка, терлич..
Міжнародна латинська назва роду походить від імені міфічного юнака Адоніса, який відзначався надзвичайною красою. Видова назва у перекладі з латинської означає «весняний».
Горицвіт — декоративна і лікарська рослина — але отруйна. Занесений до Червоної книги України.

## Галерея

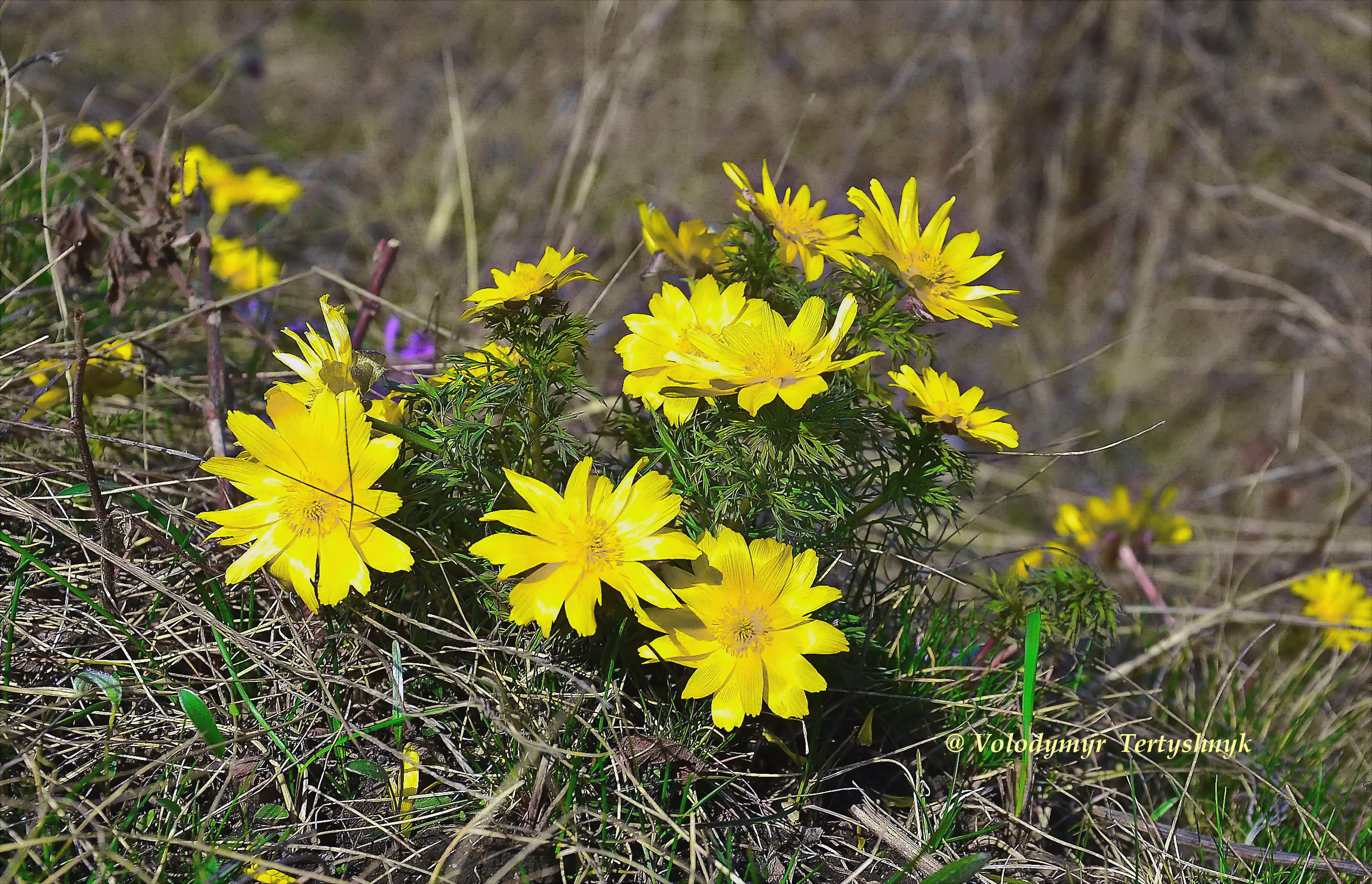
Адоніс в балці Весела роща на Січеславщині

## Загальна характеристика
Багаторічна трав'яниста рослина родини жовтецевих (Ranunculaceae) 10—60 см заввишки, з темно-бурим, трохи галузистим коренем, з якого виростають кілька стебел, деякі з них не квітконосні. Стебла численні, голі або злегка запушені, прості або розгалужені, 5 — 20 см заввишки. Низові листки бурі, лускоподібні; серединні — сидячі, тричіперисторозсічені, з вузьколінійними частками. Квітки великі яскраво-жовті (4-5,5 см у діаметрі), правильні, одиничні, на верхівках стебел і гілок; у віночку 12 — 20 яскраво-жовтих, видовжено-яйцюватих пелюсток. Плід — суха сіро-зелена сім'янка. Цвіте з ранньої весни до половини травня. Плодоносить у травні-червні, у північних районах — на місяць пізніше. 2n=16.

## Хімічний склад
Трава містить серцеві глікозиди, головними з яких є адонітоксин, цимарин, К-строфантин-β, ацетиладонітоксин, адонітоксол та вернадигін. Крім того трава містить геніни (β-строфантидин, строфадогенін, ацетил-строфадогенін та інші), флавоноїди (адоніверніт, вітексин, гомоадоніверніт, фітостерин, спирт адоніт тощо).

## Фармакологічні властивості й використання
За характером дії препарати горицвіту весняного належать до групи серцевих глікозидів і посідають проміжне місце між строфантином і наперстянкою. Горицвіт весняний має кардіотонічну дію, уповільнює ритм серця, подовжує діастолу, посилює систолу, збільшує ударний об'єм крові, помірно гальмує внутрішньосерцеву провідність. Дія горицвіту весняного настає скоріше, але вона коротша і слабша за дію дигіталісу. Препарати горицвіту весняного рекомендовано при серцевій недостатності, яка супроводиться порушенням провідності, бо дигіталіс у таких випадках може спричинити явища серцевого блоку. Препарати горицвіту весняного, порівняно з іншими глікозидами, мають дужче виявлену седативну й діуретичну дію. Остання пов'язана зі вмістом у рослині цимарину, який має високу біологічну активність. Характер дії цимарину близький до строфантину, але він має дужче виражені кумулятивні властивості. Порівняно з наперстянкою кумулятивні властивості глікозидів горицвіту весняного значно менші. Горицвіт весняний застосовується при функціональних неврозах серця, вегетодистонії, інфекційних захворюваннях, що проходять з ослабленням серцевої діяльності, при нервово-психічних хворобах, ниркових захворюваннях з явищами недостатності серцево-судинної системи та при гострих приступах глаукоми. Горицвіт весняний  — давній народний засіб лікування серцевих і ниркових захворювань. Його використовували при набряках серцевого походження, як заспокійливий засіб при судомі, кашлі, особливо при кашлюку, як болетамувальний засіб — при ревматичних болях у суглобах і м'язах. Горицвіт весняний застосовували й при емфіземі, запаленні й туберкульозі легень, при гарячці, водянці, жовтяниці, тифі, грипі й скарлатині, а у вигляді присипок — при пораненнях.

## Поширення і місця зростання
Ареал виду: від Піренейського п-ва до басейну р. Лєна (Якутія), з півдня на південь від узбережжя Балтійського моря до Передкавказзя; інтродукований до штату Нью-Йорк. Поза межами суцільного поширення в Європі та в Сибіру наявні ізольовані ділянки.
В Україні росте на глинясто-вапнякових ґрунтах по сухих відкритих схилах, на узліссях березових і дубових лісів, на галявинах, на луках і в трав'янистих степах, серед чагарників. Поширений у лісостепових та степових районах, на яйлах в Криму. Зрідка трапляється на степових схилах в Розточчі — Опіллі, на Волині й на півдні Полісся (Волинська область — Володимирський район, с. Верба; Рівненська область — Рівненський район, Бармаківське (заповідне урочище); Житомирська область; Львівська область — Золочівський район, с. Червоне та с. Плугів; Перемишлянський район, с. Бачів Івано-Франківська область — Рогатинський район, Чортова Гора, Тернопільська область зокрема на території Маслятинського ПНДВ, котре входить до складу Національного природного парку "Кременецькі гори").
Потреби в сировині горицвіту значно переважають природні запаси, а тому стало необхідним розведення його в культурі. Промислові плантації горицвіту весняного є зокрема в Кримській області та на деяких дослідних станціях. Горицвіт весняний варто розводити в садах як цілющу рослину, до того ж він дуже декоративний.

## Охоронний статус
— Іван Носаль
 Горицвіт весняний занесений до Червоної книги України в 2009 р. Статус: «неоцінений». Список Карпатських видів, які знаходяться під загрозою, зазначає статус горицвіту весняного як: «знаходиться під загрозою» (англ. endangered).
Включений до Додатку конвенції CITES. Охороняють в природних заповідниках: Українському степовому, Луганському, Канівському, Дніпровсько-Орільському, Кримському, Ялтинському гірсько-лісовому, Карадазькому, Опукському, «Медобори», «Єланецький степ»; природних парках України: «Подільські Товтри», «Святі Гори», «Кармелюкове Поділля», і в ряді регіональних ландшафтних парків, заказників та пам'яток природи. Необхідно організувати нові заказники та контролювати стан популяцій. Заборонено заготівлю рослин, терасування та заліснення схилів.
В Україні шириться креативна традиція відмічати дні окремих представників природи. Автори ідеї вважають, що завдяки такій традиції, буде можливим більш широко  орієнтувати суспільство і світогляд на проблеми захисту природи, здійснювати виховання молоді в любові до  рідної землі. Згідно даної традиції,  8 квітня – «День Горицвіту (Адонісу)».

## Лікарські форми і застосування
Рослина дуже популярна в народі і високо цінується. Вся рослина ОТРУЙНА — необхідно пам'ятати, що горицвіт весняний сильнодіючий засіб, і безконтрольне застосування його може тільки погіршити функцію серця, тому вживати його треба під контролем лікаря.
Офіційна медицина широко використовує як безпосередньо галенові препарати (настої тощо), так і фармакопейні в комбінації з препаратами брому (бромід калію, бромід натрію) та інше. Горицвіт весняний входить до складу кардіовалену і мікстури Бехтерєва, АДОНІС-БРОМ. Препарати НЕ РЕКОМЕНДУЄТЬСЯ призначати хворим на виразкову хворобу шлунка і дванадцятипалої кишки, гастрит і ентероколіт. При вживанні їх можуть виникнути диспепсичні явища.

## Заготівля і зберігання
З лікувальною метою використовують траву горицвіту весняного (Herba Adonis vernalis), яку заготовляють від початку цвітіння рослини і до осипання плодів, тобто з травня до початку липня. Найкращою є сировина, зібрана під час цвітіння рослини. Під час збирання рослини треба вкладати натрусом у кошики чи іншу тару, старанно уникаючи потрапляння інших, схожих видів: горицвіту волзького із запушеними часточками листків і горицвіту сибірського (A. sibiricus), що відрізняється перистим а не пальчастим розсіченням листків. Рослину зрізують на висоті 5-10 см від землі, вилучають побурілі частини і сушать у сушарках при температурі 40-50 ˚С, в добру погоду — на папері, розстелюючи тонким шаром у провітрюваному затінку під наметом або на горищі. Сушити горицвіт на сонці не можна, бо він втрачає свої лікувальні властивості. Висушена трава має бути зеленою, квітки — золотаво-жовтими. Висушений горицвіт рекомендується зв'язувати у снопики і знизу рівно обрізувати. Запах горицвіту слабкий, смак — гіркий, усі частини — отруйні. Сухої сировини виходить 19 — 20 %. Траву горицвіту зберігають в окремих дерев'яних ящиках, викладених папером. Строк придатності — до 1 року.

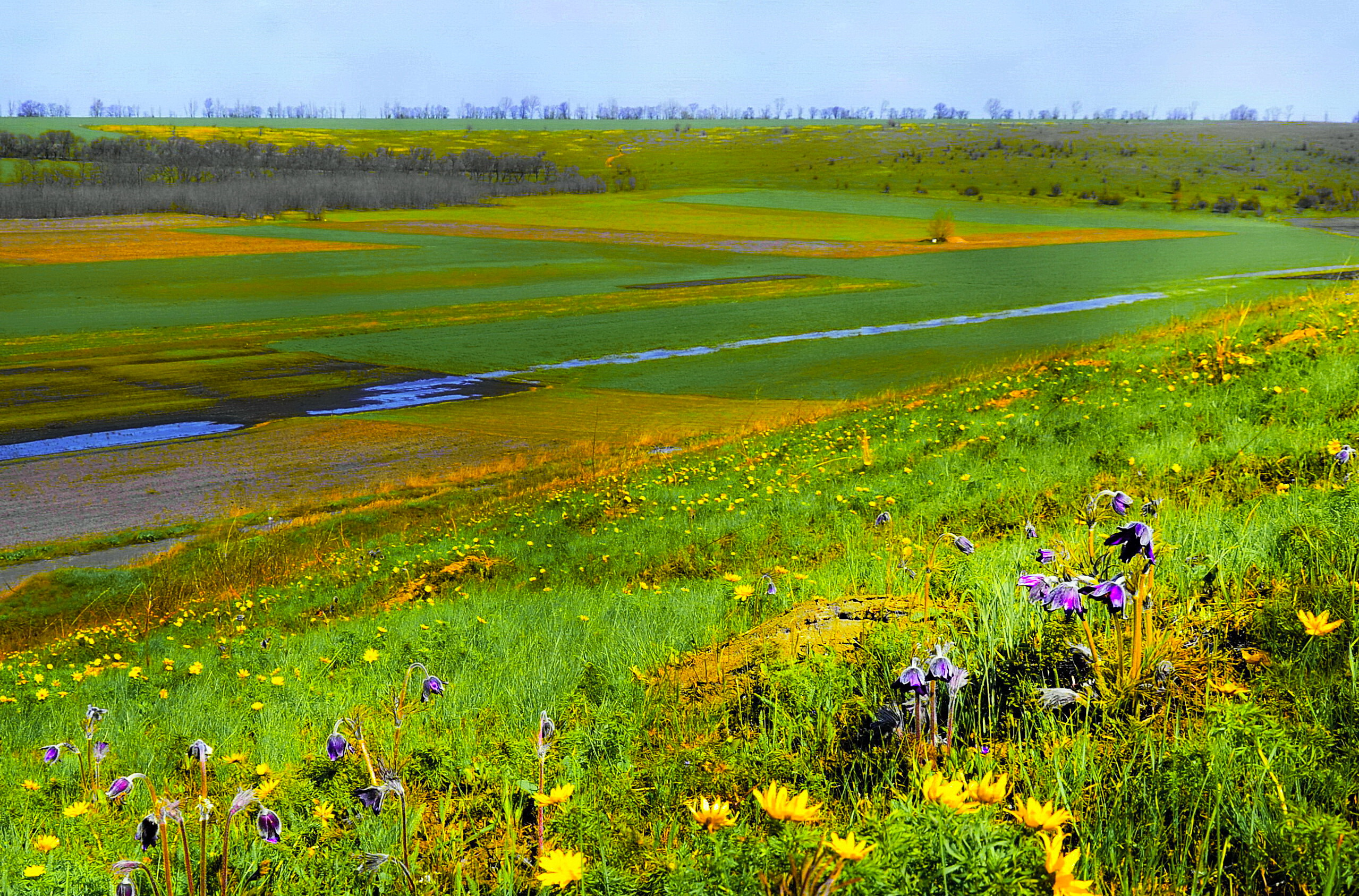
Адоніс на берегах річки Мокра Сура на Січеславщині